# Ky Baldwin
Ky Baldwin (Sydney, 10 april 2001) is een Australische singer-songwriter, danser en acteur. Hij is vooral bekend van zijn muziekvideo's op zijn YouTube-kanaal.

## Vroege leven
Baldwin werd in april 2001 geboren in Sydney. Hoewel hij zijn jeugd voornamelijk doorbracht met sporten, begon hij op zesjarige leeftijd met tapdansen met Dein Perry's "Tap Pups". Van daaruit bleef Baldwin andere genres leren, zoals hiphop en jazz.

## Acteercarrière
Op zevenjarige leeftijd werd Baldwin gecast als "Trouble" in Madame Butterfly die speelde in het Sydney Opera House. Andere theaterrollen waren onder meer Gustave in Andrew Lloyd Webber 's Love Never Dies en een optreden in Dylan Thomas' Under Milk Wood bij de Sydney Theatre Company. Hij speelde Michael Banks in Disney's Mary Poppins in Auckland (Nieuw-Zeeland).
Op negenjarige leeftijd deel Baldwin mee aan Australia's Got Talent met zijn eigen tapdansroutine. Hij werd de jongste halve finalist van dat jaar, maar moest het programma vertalen nadat de jury had gestemd.
Baldwin was te zien in andere Australische series, waaronder Spirited, East West 101, Underbelly: Razor. Hij verzorgde de stem van Little Nutbrown Hare in de animatieserie Guess How Much I Love You (seizoen 1 en 2). In 2014 was Baldwin een halve finalist in het eerste seizoen van The Voice Kids als onderdeel van Team Delta.
Baldwin werd gecast als de jonge Peter Allen in de tweedelige tv-biopic Peter Allen: Not the Boy Next Door. In april 2016 won hij de AACTA Award voor beste gast of mannelijke bijrol in een televisiedrama en een Logie Award (Graham Kennedy Breakthrough Star of Tomorrow) voor deze rol.
Baldwin heeft samengewerkt met DreamworksTV en Disney Channel en hij werd gekozen als Disney Diary Vlogger. Hij werkte samen met DreamWorks voor hun serie "Songs That Stick".
De acteur speelde mee in de remake van Snow Day door Nickelodeon Movies uit 2022, die sinds 21 december 2022 te streamen is op Paramount+.

## Muziekcarrière
Baldwin bracht in 2014 zijn eerste EP "The Beginning" uit, met vijf originele nummers, waaronder "You Make Me Wanna Dance", "Do You Remember", "We're Young", "Lara" en "It's Time". De EP bevatte ook drie covers.
In mei 2017 bracht Baldwin de eerste single uit van zijn tweede EP "Dare to Believe" genaamd "Just Dance", die finalist was op Musical.ly's "Next Wave: May". Baldwin's single Invisible is een duet met Jillian Shea Spaeder. Spaeder is ook te zien in drie YouTube-video's van Baldwin: We Don't Talk Anymore, Perfect en ColdWater.
De originele liedjes van Baldwin zijn onder meer:
- You Make Me Wanna Dance[3]
- Lara[4]
- Do You Remember[5]
- It's Time[6]
- Why[7]
- Just Dance[8]
- Summer Song[9]
- Goodbye[10]
- Dear Mom[11]
- Depression Is A Monster[12]